# تشارلي يوجين جونز
تشارلي يوجين جونز (بالإنجليزية: Charley Eugene Johns)‏ هو سياسي أمريكي، ولد في 27 فبراير 1905 في ستارك في الولايات المتحدة، وتوفي في 23 يناير 1990 في غينزفيل في الولايات المتحدة. حزبياً، نشط في الحزب الديمقراطي. وقد انتخب حاكم ولاية فلوريدا ‏ (28 سبتمبر 1953 – 4 يناير 1955) وانتخب عضو مجلس ولاية فلوريدا.